# Kozji Vrh, Podvelka
Kozji Vrh je naselje v Občini Podvelka. Leta 1994 je bilo iz njega izločeno naselje Zgornji Kozji Vrh (v Občini Radlje ob Dravi).